# Goa Gajah

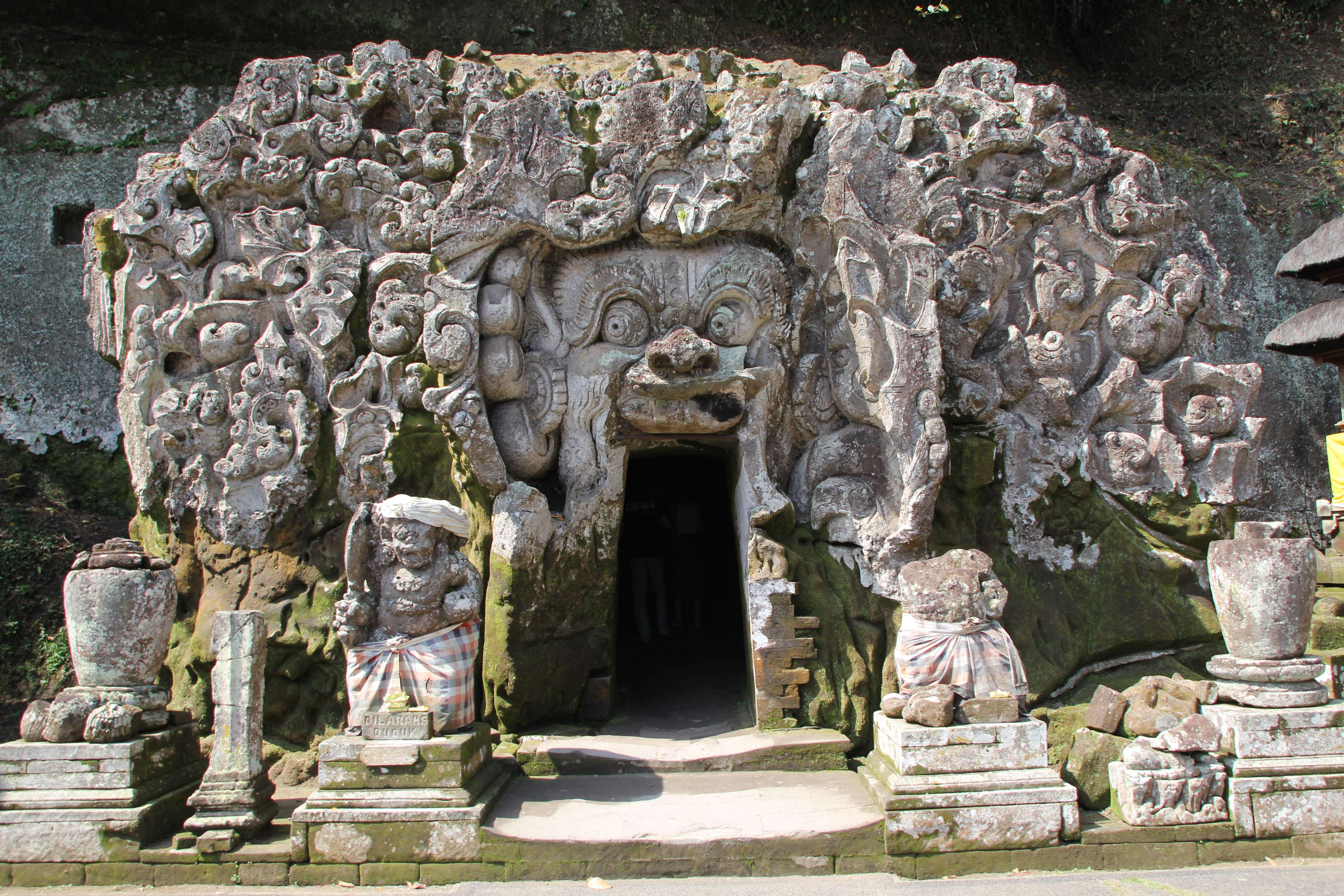
Höhleneingang

Goa Gajah oder „Elefantenhöhle“ ist eine archäologische Stätte und Heiligtum des balinesischen Hinduismus auf Bali. Die  Höhle liegt etwa 6 Kilometer südöstlich des Stadtzentrums von Ubud. Goa Gajah stammt aus dem 11. Jahrhundert und ist eines der ältesten Denkmäler in Bali.

## Beschreibung

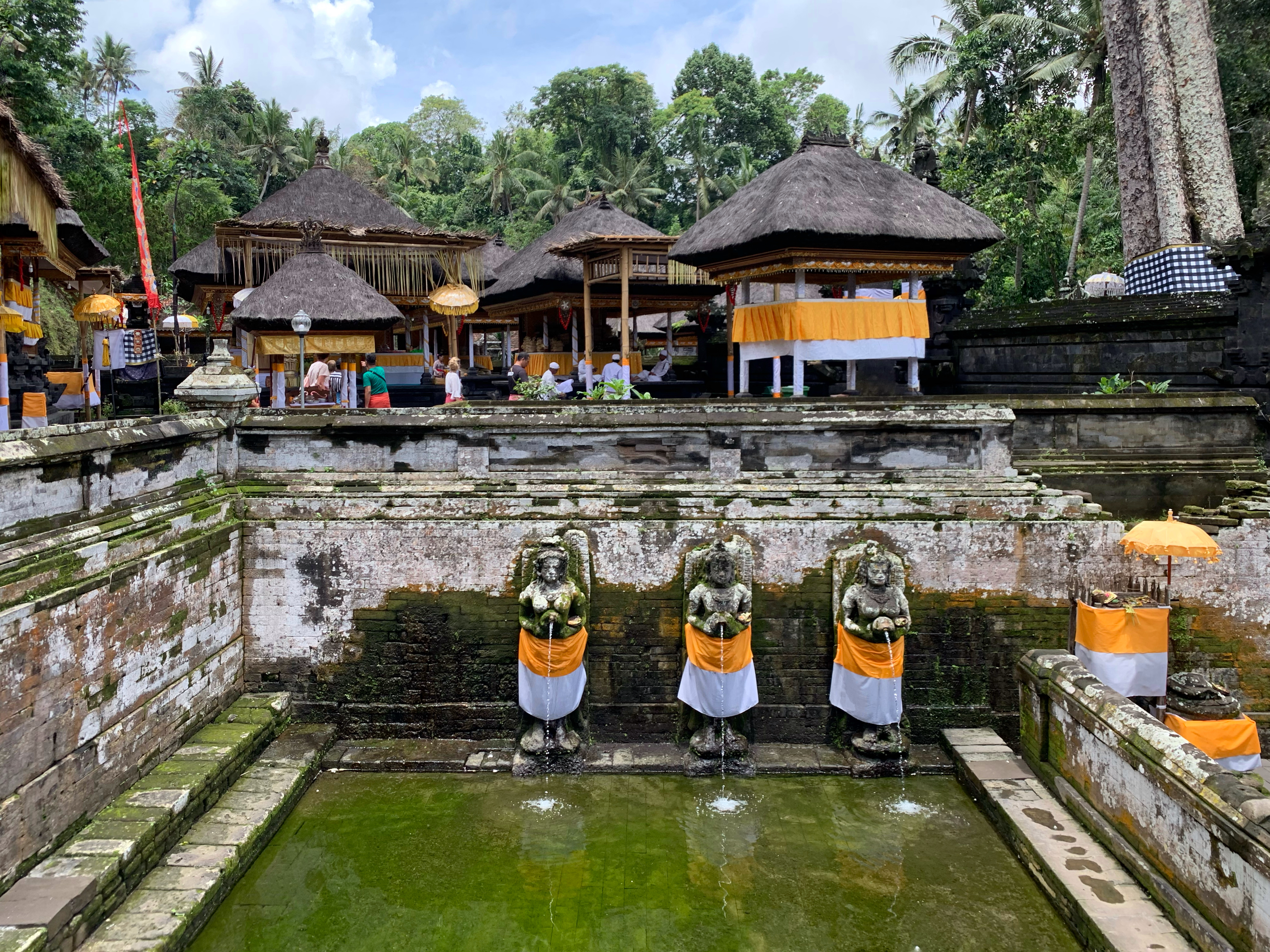
Wasserbecken und Tempel

Das Heiligtum geht auf das 11. Jahrhundert zurück. Die in den Fels gehauene Höhle, mit T-förmigem Grundriss, wurde ursprünglich von asketisch lebenden Mönchen als Einsiedelei genutzt. Über dem Eingang sitzt ein Dämonenkopf, durch dessen Schlund man die Höhle betritt. In einer Nische des linken Quergangs befindet sich eine Ganesha-Statue. Im rechten Teil steht auf einem Steinaltar ein dreifaches Linga, das die hinduistische Trimurti Brahma-Vishnu-Shiva symbolisiert. Südlich der Höhle ist ein 14 × 19,5 m großes Wasserbecken, das 1954 bei Ausgrabungen freigelegt wurde. An seinem Ostrand stehen sechs weibliche Statuen (bidadari) aus Tuffstein, aus deren Krügen Wasser in das Becken sprudelt.
Die synkretische Anlage enthält buddhistische und hinduistische Elemente. Unterhalb von Goa Gajah befindet sich eine Höhle mit zwei buddhistischen   Statuen und Relieffragmente mit buddhistischen Symbolen.
Östlich der Höhle befindet sich der Tempel Pura Taman.